# アイア (企業)
アイア株式会社（英: AiiA Corporation）は東京都渋谷区に所在する、アパレル事業やメディア事業を手がける会社。
設立時（1971年）の社名は萩島商事株式会社であり、2004年にアイア株式会社（AiiA Corporation）に変更する。社名は創業者である萩島宏のローマ字表記の「HAGISHIMA」の母音から採っている。
アパレルブランドの製造・卸・販売と、メディア事業・ゲーム事業の2大経営支柱をベースに、化粧品・不動産・日本語教育などの多角化経営を行っている。

## 概説
1971年に萩島宏が服飾雑貨の販売を目的とした萩島商事株式会社を設立し、1980年代以降、事業分野を広げていく。2020年代時点ではアパレル事業・メディア事業のほか、劇場や日本語学校の運営も行っている。
アパレル事業は製造小売業（SPA）形態を採っており、1981年から展開している「LOUNIE（ルーニィ）」を基幹ブランドとして商業施設に出店している。
メディア事業では、1994年から出版事業を開始しており、「クロスワードパクロス」など懸賞企画を積極的に実施するパズル雑誌出版社として知られている。また、2011年にSNSゲームサイト「I-SKY」を開始するなど、ゲーム事業にも参入しており、2017年には「乃木坂46リズムフェスティバル」をリリースしている。
このほか、2012年から2018年にかけてアイアシアタートーキョー、2019年からAiiA 2.5 Theater Kobeと2.5次元ミュージカル劇場の運営に携わっている。